# NCSM Esquimalt (J272)
Pour les articles homonymes, voir Esquimalt (homonymie).
Le NCSM Esquimalt (pennant number J272) (ou en anglais HMCS Esquimalt) est un dragueur de mines de la Classe Bangor lancé pour la Royal Canadian Navy (RCN) et qui a servi pendant la Seconde Guerre mondiale.

## Conception
Le Esquimalt est commandé dans le cadre du programme de la classe Bangor de 1940-41 pour le chantier naval de Marine Industries Limited de Sorel au Québec au Canada. La pose de la quille est effectuée le 20 décembre 1940, le Esquimalt est lancé le 8 août 1941 et mis en service le 26 octobre 1942.
La classe Bangor doit initialement être un modèle réduit de dragueur de mines de la classe Halcyon au service de la Royal Navy,. La propulsion de ces navires est assurée par 3 types de motorisation: moteur diesel, moteur à vapeur à pistons et turbine à vapeur. Cependant, en raison de la difficulté à se procurer des moteurs diesel, la version diesel a été réalisée en petit nombre.
Les dragueurs de mines de classe Bangor version canadienne déplacent 601 tonnes en charge normale . Ils ont une longueur totale de 49,4 mètres, une largeur de 8,5 mètres et un tirant d'eau de 2,51 mètres. Ce navire est propulsé par d'un moteur diesel B&W 9 cylindres entraînant deux arbres d'hélices. Le moteur développe une puissance de 2 000 chevaux-vapeur (1 500 kW) et atteint une vitesse maximale de 16 nœuds (30 km/h).
Leur manque de taille donne aux navires de cette classe de faibles capacités de manœuvre en mer, qui seraient même pires que celles des corvettes de la classe Flower. Les versions à moteur diesel sont considérées comme ayant de moins bonnes caractéristiques de maniabilité que les variantes à moteur alternatif à faible vitesse. Leur faible tirant d'eau les rend instables et leurs coques courtes ont tendance à enfourner la proue lorsqu'ils sont utilisés en mer de face.
Les navires transportent 66 t de gazole.
Les navires de la classe Bangor sont également considérés comme exiguës pour les membres d'équipage, entassant 6 officiers et 77 matelots dans un navire initialement prévu pour un total de 40.

## Histoire

### Seconde Guerre mondiale
Après son arrivée à Halifax en Nouvelle-Écosse en novembre 1942, le Esquimalt exige une attention constante de la part du chantier naval, car le navire a une série de problèmes mécaniques, subissant deux périodes de réparation en mars et en mai 1943. Il est ensuite affecté à la Force de Terre-Neuve pour des tâches de patrouille locale. En septembre 1944, il est transféré à la Halifax Local Defence Force (Force de défense locale de Halifax).
A la fin de du mois de septembre, le Esquimalt subit un carénage de trois mois à Halifax. Il reprend du service au sein de la Force de défense locale de Halifax et reste avec eux jusqu'au 16 avril 1945.
Dans la soirée du 15 avril 1945, le Esquimalt appareille de Halifax pour effectuer une patrouille de lutte anti-sous-marine dans les approches du port, puis pour rejoindre le NCSM Sarnia. Au petit matin du 16 avril, il est attaqué par le U-190, un U-Boot (sous-marin) allemand qui opérait autour de Halifax depuis le début avril. La torpille du U-190 frappe la salle des machines de tribord du Esquimalt, l'explosion coupant instantanément la puissance de bord, empêchant tout signal de détresse. Le navire commence à prendre une forte gîte sur tribord, poussant l'embarcation de sauvetage sous l'eau, mais l'équipage parvient à dégager quatre flotteurs Carley. Le Esquimalt coule en moins de cinq minutes au large de Dartmouth à la position géographique de 44° 28′ N, 63° 10′ O. En raison de l'absence d'appels ou de signaux de détresse en provenance du Esquimalt, et du moment malheureux de l'attaque elle-même, tout effort de sauvetage a été considérablement retardé, ce qui a entraîné la mort de nombreux hommes exposés par hypothermie. L'équipage est resté à la dérive sur les flotteurs Carley dans des eaux glaciales avec seulement des vêtements légers pendant environ six heures. 39 hommes sont morts à la suite de l'attaque et de l'exposition qui a suivi. Les autres membres de l'équipage ont été sauvés à l'arrivée du Sarnia, qui a attaqué sans succès le U-190 après avoir pris contact avec le sous-marin,. Deux chaloupes à moteur Fairmile type B envoyés par la suite pour patrouiller dans la zone du naufrage ont attaqué l'épave du Esquimalt, croyant à tort qu'il s'agissait d'un sous-marin ennemi.
Ce jour-là, le Esquimalt est devenu le dernier navire de guerre canadien perdu au profit de l'ennemi pendant la Seconde Guerre mondiale,.

### Honneurs de bataille
- Atlantic 1943–44
- Gulf of St. Lawrence 1942

### Participation auxconvois
Le Esquimalt a navigué avec les convois suivants au cours de sa carrière:
1. Convoi ONS 25

### Commandement
- T/Lieutenant (T/Lt.) Francis John Louis Davies (RCNR) du 26 octobre 1942 au 20 janvier 1943
- T/Lieutenant (T/Lt.) Paul Dalrymple Taylor (RCNVR) du 21 janvier 1943 au 12 mars 1944
- T/Lieutenant (T/Lt.) James Manley Scott Clark (RCNVR) du 13 mars 1944 au 14 décembre 1944
- T/Lieutenant (T/Lt.) John Campbell Tyrer (RCNVR) du 15 décembre 1944 au 28 décembre 1944
- A/Lieutenant Commander (A/Lt.Cdr.) Wilfred McIsaac (RRCNVRCN) du 28 décembre 1944 au 1er février 1945
- T/Lieutenant (T/Lt.) Robert Cunningham MacMillan (RCNVR) du 2 février 1945 au 16 avril 1945

Notes:
RCNR: Royal Canadian Naval Reserve
RCNVR: Royal Canadian Naval Volunteer Reserve 